# Augustfehn

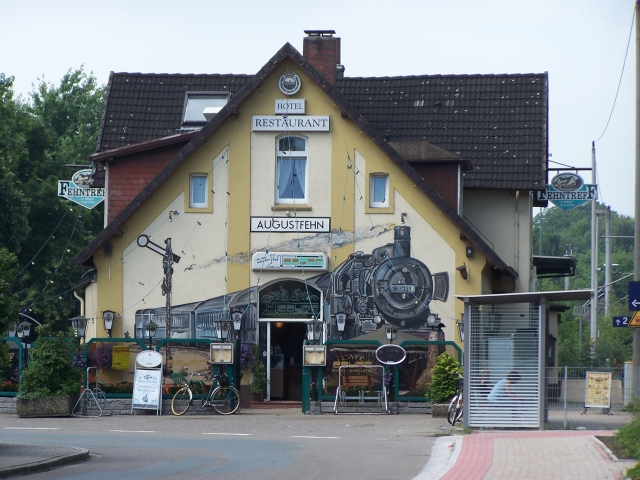
Bahnhof von Augustfehn

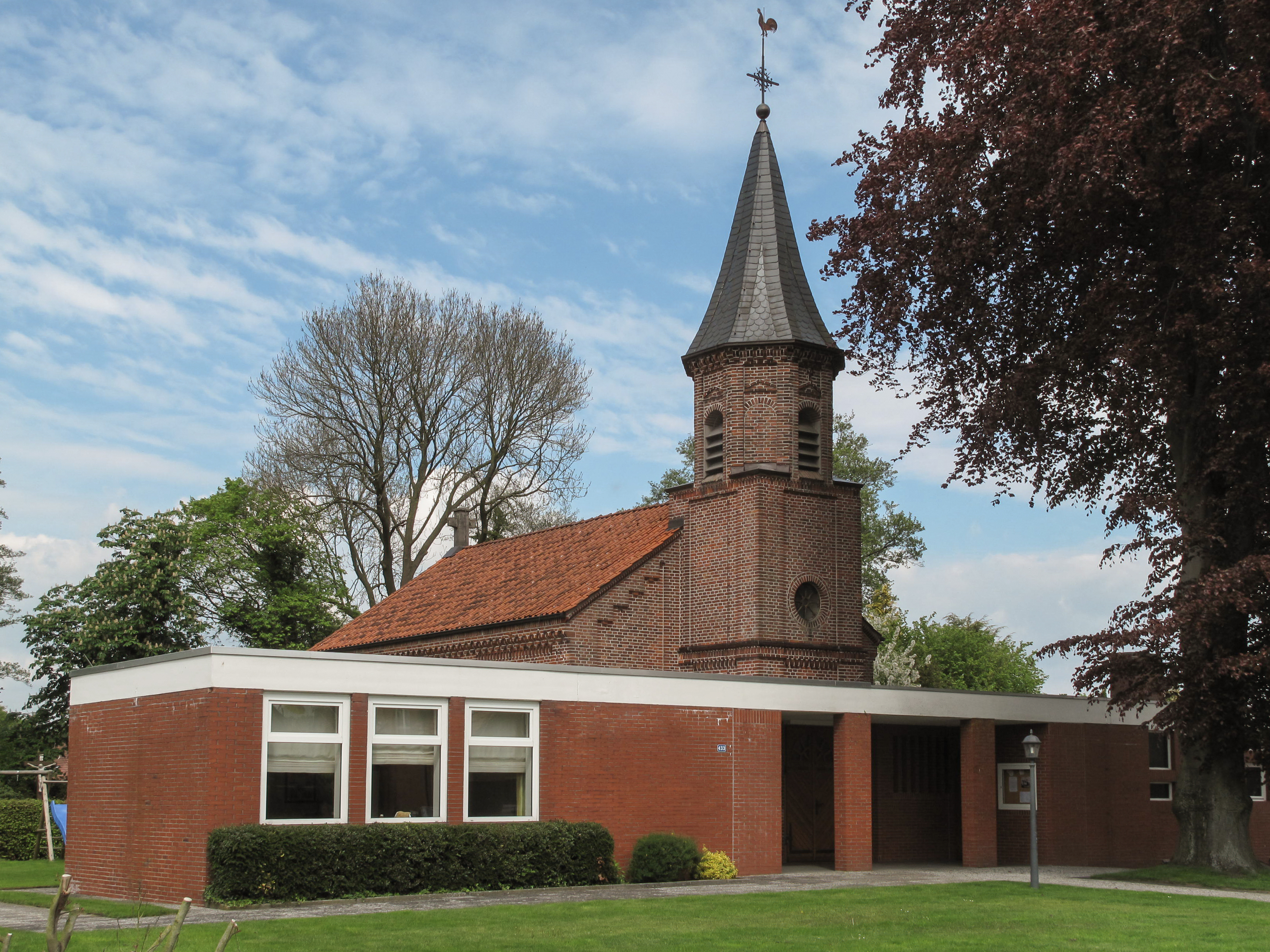
Katholische Kirche „Johannes der Täufer“

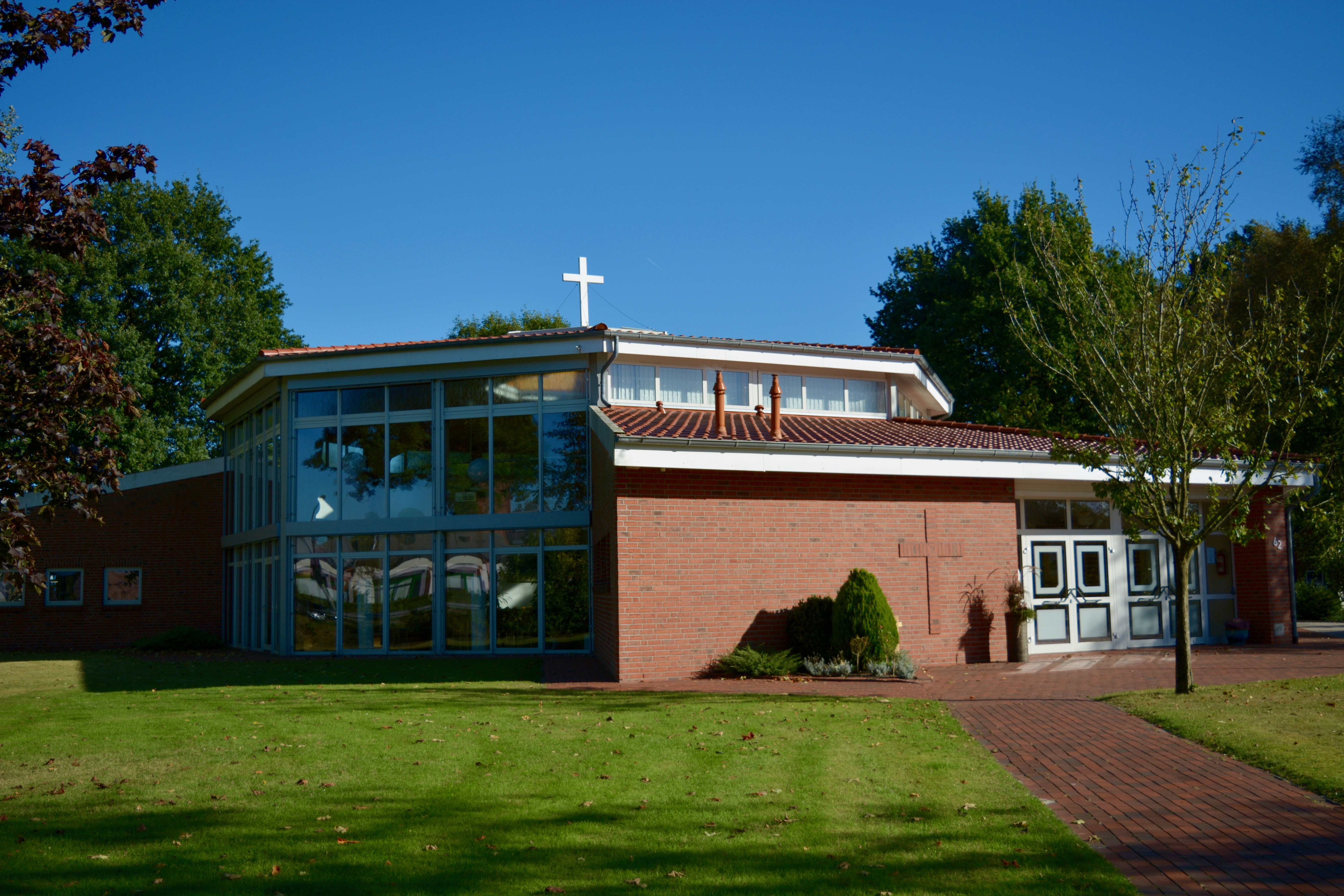
Das Gemeindezentrum der EFG Augustfehn im Osterkamp

Augustfehn ist eine Ortschaft in der Gemeinde Apen im Landkreis Ammerland in Niedersachsen. Augustfehn liegt etwa 3 km westlich von Apen und hat rund 3000 Einwohner.

## Geschichte

### Die Vor-Gründerzeit
Die Vorgeschichte Augustfehns beginnt im Grunde 1814, als der aus Hildesheim ins Oldenburger Land geflohene Friedrich Georg Orth mehrfach Eingaben an die Herzogliche Regierung in Oldenburg machte, um durch das Anlegen eines Fehns (Kanal) im „Bokeler Moor“ das bis dahin ungenutzte „Lengener Moor“ zu erschließen.
Aufgrund von zu der Zeit noch unüberwindlichen Zollschranken in Richtung Ostfriesland konnte dies jedoch nicht durchgeführt werden. Die ostfriesischen Gebiete waren aber als Absatzgebiete für den abzubauenden Torf und zum Beziehen von Dünger sehr wichtig für den Erfolg des Projektes. Zu der Zeit wurde nach Ostfriesland eingeführter Torf mit 50 % Zoll belegt, so dass er nicht mehr konkurrenzfähig mit ostfriesischem Torf war.
Erst 1836 fielen die Zollschranken und im Mai 1837 sowie im Juni 1838 wandte sich Friedrich Georg Orth mit zwei weiteren Eingaben erneut an die Regierung. Diese bestellte den Geometer Woebcken, der im Sommer 1839 die notwendigen Vermessungs- und Nivellierungsarbeiten durchführte. Da der Techniker aber stark überlastet war, wurden erst im März die Angaben von Friedrich Georg Orth bestätigt.
Hierbei ging es vor allem darum, dass für den Kanal ein Landstreifen frei geblieben war, weil die damaligen Gemeinden Hengstforde und Bokel auf ihre Ansprüche verzichteten. Genau an dieser Stelle sollte der spätere Augustfehn-Kanal seinen Beginn nehmen. Dieser Beginn lag am „Aper Tief“, von dem aus man über den Wasserweg weiter z. B. in Richtung Ostfriesland fahren kann. Der Kanal sollte also über das freigebliebene Landstück zum dahinter liegenden Hochmoor führen, das damals noch in keiner Weise bewirtschaftet war. Friedrich Georg Orth führte aus, dass der Kanal der Entwässerung des unzugänglichen Moores dienen sollte. Durch den Torfabbau bekämen viele Menschen eine Existenzgrundlage, und der Kanal könnte gleichzeitig dem Abtransport des abgegrabenen Torfs dienen.
Und so teilte die Herzogliche Regierung durch Großherzog Paul Friedrich August dem Amt Westerstede mit, dass der Kanal an der angegebenen Stelle gegraben werden sollte. Außerdem sollte festgestellt werden, ob es sinnvoll wäre, in dem Bereich eine Fehnkolonie anzulegen.
Bereits zum 4. Oktober 1841 wurde der erste Teil des Kanalstückes fertiggestellt. Aber noch vier Jahre brauchte der Plan, eine Kolonie am neu entstandenen Kanal zu gründen. Das Westersteder Amt hatte den Auftrag, der Regierung auf beiden Kanalseiten 500 m der Moorfläche zur Verfügung zu stellen. Da diese Streifen beidseitig des neuen Kanals in von Hengstfordern und Bokelern bearbeiteten Flächen lagen, wurden diesen Ersatzflächen zugewiesen. Der Bau des Kanals und der Fehnkolonie wurde nun beschleunigt, um der u. a. wegen der Missernten 1845 und 1846 notleidenden Bevölkerung Möglichkeit zur Arbeit und Broterwerb zu geben.
Der weitere Plan sah vor, im ersten Bauabschnitt den Kanal 1200 m in Richtung Norden zu verlängern. Im Herbst 1850 wurden den ersten fünf Siedlern die Kolonate zugewiesen, die Besiedlung hatte begonnen.

### Die Gründung und die ersten Jahre

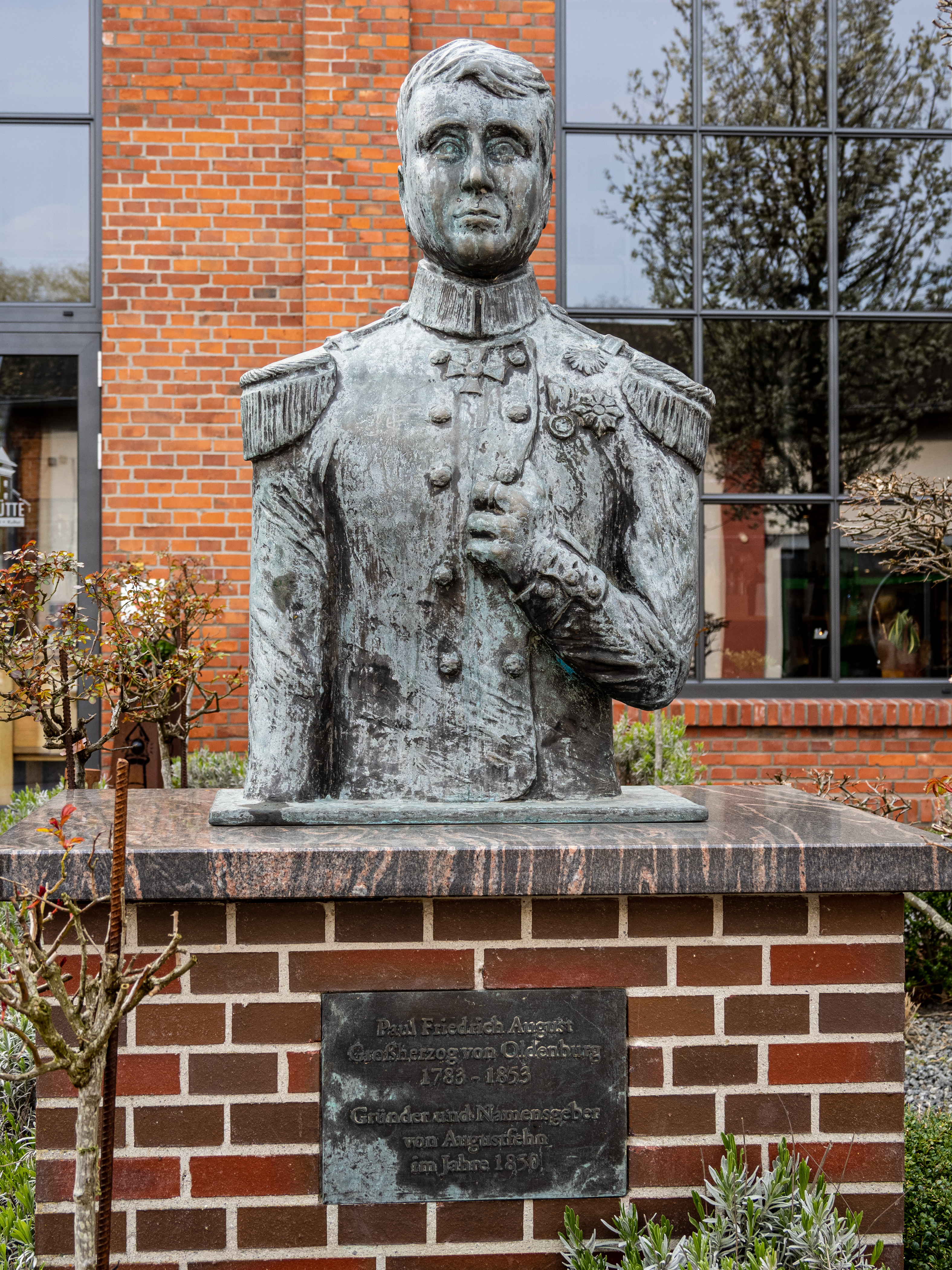
Großherzog Paul Friedrich August von Oldenburg, Statue bei der Eisenhütte Augustfehn

Die offizielle Namensgebung fand im Dezember 1850 statt. Um den maßgeblich an der Gründung beteiligten Großherzog Paul Friedrich August zu ehren, äußerten die Kolonisten den Wunsch, die neue Siedlung „Augustfehn“ zu nennen.
Friedrich Georg Orth erlebte den Bau des eigentlichen Augustfehn-Kanals und die Gründung Augustfehns nicht mehr, er starb 1848. Sein Sohn Johann Friedrich Orth war aber einer der ersten fünf Siedler im neu gegründeten Augustfehn.
Alle Siedler der Kolonate, die jeweils 90 × 500 m groß waren, mussten innerhalb von 5 Jahren darauf ein Haus bauen. Der Grund und Boden durfte nur mit Genehmigung verkauft werden. Es gab weitere zu erfüllende Vorschriften, so musste jeder Siedler auf bestimmter Flächengröße Torf abbauen, der aber Eigentum des Kolonisten blieb. Insgesamt waren die Bedingungen für die Siedler günstig gehalten.
Die ersten Jahre waren trotzdem sehr schwer. Bis 1854 wuchs der neue Ort auf acht Kolonate heran, doch dann wollte es nicht weiter vorangehen. Der Erlös für den mit schwerer körperlicher Arbeit gewonnenen Torf deckte nicht einmal die Transportkosten.

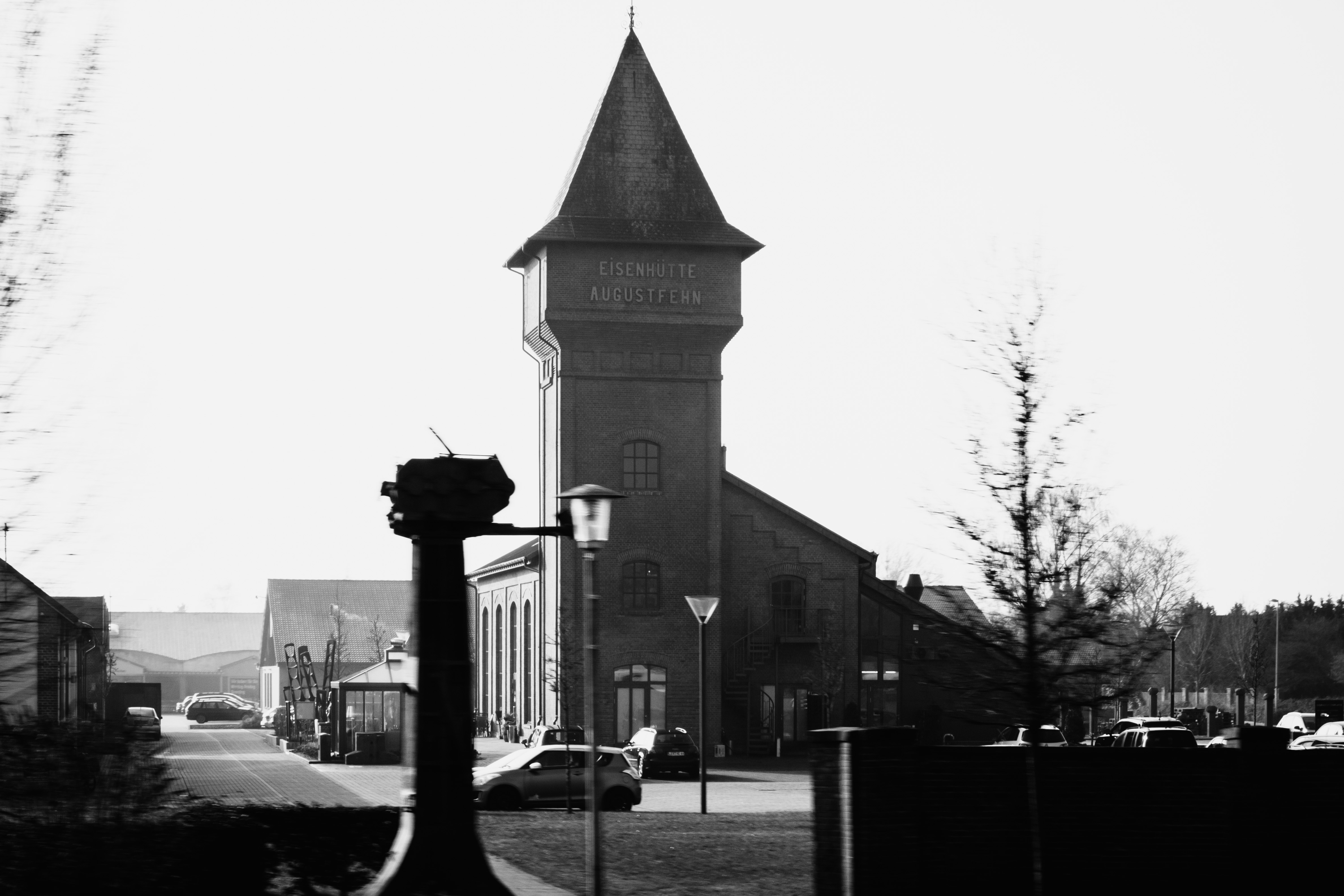
Die Eisenhütte Augustfehn

1856 gründeten der Unternehmer Julius Schultze und der niederländische Konsul des Hauses Aldenburg-Bentinck in Varel, J.C.H. Bley, die Oldenburgische Eisenhüttengesellschaft und als deren erstes Werk eine Eisenhütte in Augustfehn. Julius Schultze hatte Augustfehn gewählt, weil diese Kolonie sowohl ein Vorkommen des Rohstoffes, nämlich Raseneisenstein, bot als auch reichlichen und günstigen Brennstoff für die Beschickung von Öfen, nämlich den Torf und das Torfgas der umliegenden Moore, und nicht zuletzt eine Verkehrsanbindung über die Leda zur Eisenbahn in Leer. Zusammen mit weiteren namhaften Personen aus dem gesamten Oldenburger Land wurde das Kapital von 300.000 Talern aufgebracht; sogar britische und französische Investoren beteiligten sich. Mit der Eisenhütte in Augustfehn entstanden bis zum Sommer 1857 zunächst eine Eisengießerei, Puddelöfen und ein Walzwerk. Geplant war zudem ein Emaillierwerk und ein Hochofenbetrieb. Der Eisengehalt des örtlichen Raseneisenerzes erwies sich indes als zu gering. So stellte die Oldenburgische Eisenhüttengesellschaft auf die Weiterverarbeitung von Roheisen um, das man aus dem Ruhrgebiet und aus England ankaufte. Dazu wurde ein neues Verfahren zur Feuerung mit Torfgas entwickelt. Augustfehn nahm einen kräftigen wirtschaftlichen Aufschwung.
Durch die Eisenhütte nahm die Bevölkerung sehr schnell zu. Aus vielen Gegenden Deutschlands kamen Facharbeiter und aus der Umgebung viele weitere Arbeitskräfte, die die großen Mengen Torf abbauten, die für den Eisenhüttenbetrieb benötigt wurde. Bis 1859 wurden 18 neue Kolonate ausgegeben, in diesem Jahr wurde auch die erste einklassige Schule eingerichtet. Im Jahre 1860 wurden dann über 30 weitere Kolonate eingerichtet. So wurde Augustfehn in erster Linie durch die Eisenhüttengesellschaft zu einer florierenden Ortschaft. 280 Arbeiter waren 1861 allein an der reinen Produktion beschäftigt.

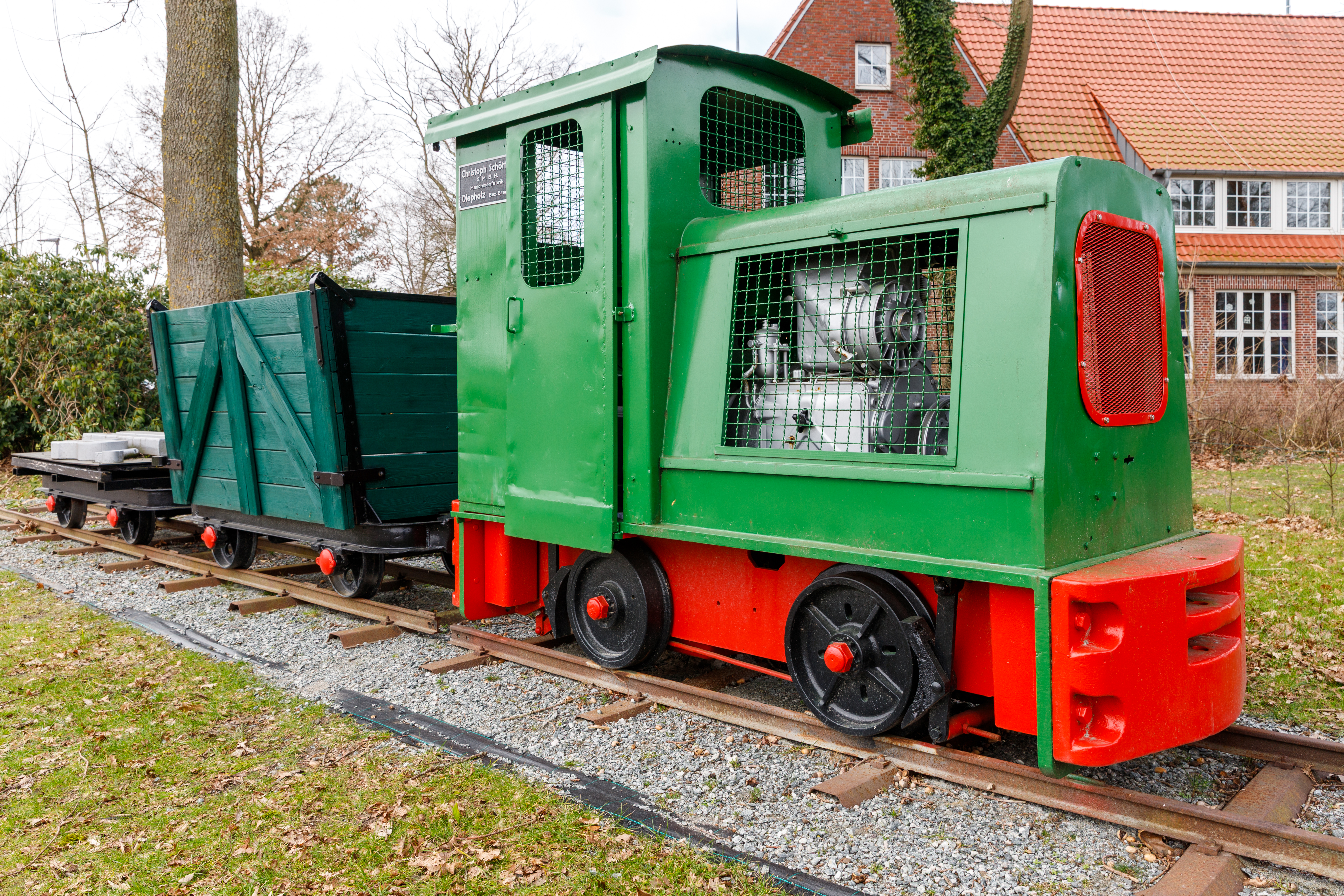
Ehemalige Kleinbahn des Stahlwerks

Im Jahre 1869 wurde Augustfehn an die neu gebaute Eisenbahnlinie Oldenburg-Leer angeschlossen und erhielt einen eigenen Bahnhof. Dies war auch für die Eisenhütte sehr willkommen, da sie mit Transportproblemen für ihre Produkte zu kämpfen hatte. Durch eigene Gleisanschlüsse und den dadurch erheblich vereinfachten Transport konnten die Werkstätten erheblich erweitert werden. Auch für die Kolonisten war die Eisenbahn ein Segen, denn durch die Tatsache, dass zu der Zeit die Lokomotiven noch mit Torf befeuert und die Personenwagen mit Torf geheizt wurden, konnte der Torfabsatz erheblich ausgebaut werden.

### Weiteres Wachstum
Bis 1856 gab es in Augustfehn eine kleine Werft, Helgen genannt. Im Bereich der Mündung des Kanals in das Aper Tief baute der Schiffbauer Stege viele Schiffe. Noch heute erinnert eine Straße „Steges Helgen“ daran. Im Jahre 1863 wurde von Johann Friedrich Hemmen der Bau einer Windmühle begonnen, sie wurde 1864 fertiggestellt. Das Jahr 1872 brachte einen weiteren Schub in der Entwicklung Augustfehns. August Schultze, der Sohn Julius Schultzes, und Johannes Fimmen gründeten das Stahlwerk Augustfehn, das noch heute produziert und in die ganze Welt exportiert.
Die Tatsache, dass die oberste Schicht des Torfes, der so genannte Weißtorf nicht genutzt werden konnte, brachte Wilhelm Hollmann (1831–1896) auf die Idee dieses als Torfstreu, heute unter anderem unter dem Namen „Torfmull“ bekannt, zu verwerten. Die erste Fabrik, die Torfmull herstellte, stand daher in Augustfehn. Bis 1911 wurden in Augustfehn große Mengen weißer Torf verarbeitet. Ein Großfeuer vernichtete u. a. auch die Torfstreufabrik, die anschließend nicht wieder aufgebaut wurde. 1901 entstand eine Molkerei, um die in der Umgebung gewonnene Milch weiterzuverarbeiten. Nachdem sie erheblich ausgebaut wurde, trug sie nicht unerheblich zum weiteren Wachstum des Handels bei. Nach der Gründung einer Molkereigenossenschaft wurde der Standort zugunsten eines neuen Standortes in Apen um 1930 aufgegeben.
Ein weiterer großer Fortschritt war 1907 der Bau eines Gaswerkes, welches auch die Beleuchtung des Ortes fortgeführt hat. Auch der Nachbarort Apen wurde an das Gasnetz angeschlossen.
Die Einwohnerzahl Augustfehns wuchs laufend und hatte sich seit 1858 vervierfacht. Im Jahr 1875 wurden bereits mehr Einwohner gezählt als der deutlich ältere Nachbarort Apen. Um die Eisenhütte wurden zahlreiche Betriebe von Kaufleuten, Handwerkern und Wirten eröffnet.
Auch die Eisenhütte ist weiter gewachsen. Nachdem die von der Regierung zur Verfügung gestellten 90 ha abgetorft waren, wurden diese den Siedlern zur weiteren Kultivierung zur Verfügung gestellt. Die Eisenhütte bekam dann im weiter entfernten Hochmoor weitere 256 ha. Um den abgebauten Torf zu transportieren, wurde am Kanal bis ins Hochmoor hinein eine Schmalspurbahn von ca. 8 km Länge mit vom Stahlwerk selbst gewalzten Schienen gebaut. Die Loren wurden anfangs noch von Pferden gezogen, später wurde eine Kleinlok eingesetzt.
Um 1880 herum begannen dann für die Torfbauern schwerere Zeiten, weil die Bahn von Torf- auf Kohlefeuerung umstellte. Dazu kam, dass auch die Regierung schon seit 1872 die Bedingungen für die Kolonate verschlechtert hatte. Es wurde seitdem Geld für den Erwerb des Landstücks verlangt. Häufigere Besitzwechsel zeigten in der Zeit dann auch schnell, wie schlecht es den Siedlern ging. Dies wurde erst ab 1900 wieder besser, als für neue Kolonate nur noch eine geringe Grundrente zu zahlen war, wobei die ersten zehn Siedlungsjahre sogar kostenfrei waren. Somit blieb wieder mehr Geld für die Kolonisten, und es sollte nicht lange dauern, bis sich dadurch auch weiteres Wachstum ergab. Bis 1909 wurden weitere 56 Kolonate zugewiesen. Dank dem Anfang 1900 aufkommenden Kunstdünger wurde es für die Siedler zunehmend leichter, dem landwirtschaftlich unergiebigen Moorland höhere Erträge abzuringen und damit die Familie zu ernähren. So schafften es die Augustfehner schließlich, im Moor ein blühendes Dorf aufzubauen. Wo 1846 nur ein einziges Haus stand, waren es Mitte 1932 ca. 350.
Als die Bahnlinie von Ocholt nach Cloppenburg eröffnet wurde, bekam man dies auch in Augustfehn deutlich zu spüren. Bisher wurde der gesamte Torf aus Elisabethfehn in Augustfehn auf die Eisenbahn verladen, nun konnte dies direkt in Elisabethfehn getan werden.

### Weltwirtschaftskrise und der Zweite Weltkrieg
Die Widrigkeiten des weltweiten wirtschaftlichen Niedergangs seit 1929 bekam auch Augustfehn zu spüren. In der Zeit wurden trotz des fortschreitenden Torfabbaus wohl auch Moorflächen an Arbeitslose abgegeben. Der Torfpreis ging auf und ab. Um die wirtschaftliche Lage zu verbessern, züchteten viele Siedler zusätzlich Kaninchen und Geflügel.
Und auch von der Natur her wurde die Lage immer schwieriger. Dadurch, dass das Moor als natürlicher Wasserspeicher stark dezimiert war, kam es vor allem in den Wintermonaten immer wieder zu Überflutungen von Wiesen und Weiden. Geld für Deichbau und Entwässerung fehlte an allen Ecken und Enden. Die Überflutungen vernichteten fruchtbares Weide- und Ackerland und nichts wollte mehr richtig wachsen. Die Moorkolonisten standen vor dem wirtschaftlichen Ruin. Darüber hinaus begann 1930 in der Eisenhütte auch noch Kurzarbeit. Nach einem kurzen Aufbäumen durch einen Auftrag der Deutschen Reichsbahn wurde die Eisenhütte Ende 1932 komplett geschlossen.
Dann kam auch in Augustfehn die NSDAP an die Macht, die auf Grund der großen Not ein leichtes Spiel hatte. Wie in weiten Teilen des Landes wurden auch in Oldenburg hohe Kredite aufgenommen und dadurch Arbeitsbeschaffungsmaßnahmen bezahlt. Dies führte dazu, dass auch in der Gemeinde Apen die Arbeitslosigkeit stark abnahm.
Das Jahr 1937 war vor allem für die Kinder und Jugendlichen ein gutes Jahr. Direkt am Aper Tief errichtete die so genannte Ortsgemeinschaft eine öffentliche Badeanstalt mit selbst gezimmerten 1 m und 3 m Sprungbrettern, Umkleidekabinen und einem extra gegrabenem Kinderbereich. Die komplette Einrichtung wurde nach dem Krieg durch Vandalismus und Plünderung zerstört. Insgesamt ist Augustfehn aber von Kriegshandlungen fast vollständig verschont geblieben, aber natürlich waren, wie im ganzen Land, viele im Krieg Gefallene zu beklagen. Einzig am 1. Mai 1945 zog ein Sprengkommando durch Augustfehn mit dem Auftrag alle Brücken zu sprengen.

### Von der Nachkriegszeit bis heute
Nach dem Zweiten Weltkrieg mussten ab Mitte 1946 rund 2000 Vertriebene untergebracht werden, was auf Grund der ländlichen Struktur mit fast ausschließlich vorhandenen Einfamilienhäusern eine Herausforderung war.
Die Schaffung von Arbeitsplätzen hatte höchste Priorität. Das Stahlwerk war von Kriegsschäden verschont geblieben und erwies sich als ein wichtiger Grundpfeiler für den Wiederaufbau in Augustfehn. Die Anlagen wurden die nächsten Jahre modernisiert, man entwickelte neue Produkte und der Export wurde erfolgreich ausgebaut. Augustfehn nahm so mit Hilfe des Stahlwerks am deutschen Wirtschaftswunder teil. Zwischenzeitlich gehörte das Stahlwerk zu Krupp Rheinhausen, ist aber seit 1987 wieder im Privatbesitz der Familie Finkernagel. Heute ist das Stahlwerk mit moderner Technik ausgestattet und liefert an Kunden in die ganze Welt.
Es wurde lange vergeblich versucht weitere neue Betriebe anzusiedeln. Im Herbst 1961 wurde mit dem Bau einer Textilfabrik begonnen, die 1970 durch die Firma „Gardeur“ übernommen wurde. Die Firma produzierte bis 2009 in Augustfehn. Danach betrieb sie ein Aufbereitungscenter für aus Fernost importierte Kleidungsstücke, das Ende September 2011 geschlossen wurde, 60 Arbeitsplätze fielen weg. Durch den Werksverkauf auf dem Gelände bleibt Gardeur jedoch ein wichtiger Arbeitgeber in Augustfehn.
Ein weiteres Ansiedlungsprojekt war 1963 die Ansiedlung die Firma Brötje-Heiztechnik, die eine Zweigstelle für Radiatoren und Heizkessel aufbaute. Brötje produziert bis heute Stahlheizkörper in Augustfehn und trägt damit erheblich zur Wirtschaftskraft des Ortes bei.
Heute ist aus Augustfehn ein moderner Wohn- und Einkaufsort geworden. Das ehemalige Eisenhüttengelände wurde vollständig verändert. Überflüssige Hallen wurden größtenteils abgerissen, einzig eines der Wahrzeichen Augustfehns – ein Kesselhaus mit Turm – und zwei mehr als 100 Jahre alte Sheddach-Klinkerhallen blieben erhalten. Es entstand ein neuer Dorfplatz, an dem unter anderem das traditionelle „Fest der 1.000 Laternen“ gefeiert wird. Zusätzlich wurden auf dem Gelände zwei Verbrauchermärkte (ALDI und Edeka) angesiedelt. Die Firma Börjes, ein Fachmarkt für Motorräder und Zubehör, sanierte die Sheddachhallen für ihr Geschäft detailgetreu nach historischem Vorbild.
Der lange vernachlässigte und völlig verschlammte Kanal wurde 1999 vollständig saniert. Die Kanalbreite wurde zur Erhöhung der Fließgeschwindigkeit verringert und auf den entstandenen neuen Flächen wurde ein so genannter „Treidelpfad“ als Spazierweg für Fußgänger angelegt.

## Kultur und Sehenswürdigkeiten

### Sehenswürdigkeiten
- Eisenhüttenturm als Wahrzeichen des Ortes
- Stahlwerk Augustfehn (seit 1872)
- "Peter Suhrkamp Foyer" an der IGS Augustfehn mit einer Wanddarstellung des Lebens von Peter Suhrkamp
- Kunstwerk „Augustfehner Puddelöfen“[7]
- Bronzebüste von Großherzog Paul-Friedrich-August von Oldenburg, dem Namensgebers von Augustfehn
- Die alte Staaßen-Brücke  ist die einzige original erhaltene Klappbrücke in Augustfehn. 1993 wurde sie vom Aper Tief an den Augustfehn-Kanal umgesetzt. Sie trägt den Namen einer Familie, die in der Nähe ihres Erbauungsortes wohnte.[8] An Stelle der alten wurde eine moderne, unbewegliche Brücke errichtet, die zur Erinnerung ebenfalls Staaßen-Brücke heißt.

## Vereine
- Ortsverein Augustfehn[9]
- Turn und Sportverein „Vorwärts“ Augustfehn[10]
- Schützenverein Augustfehn II[11]
- DrumBa Drum- and Marching Band Augustfehn e. V. (ehemals Spielmann- und Fanfarenzug Augustfehn e. V.) seit 1949[12]
- CVJM Apen e. V.[13]
- Tennisverein Blau-Weiss Augustfehn e. V.[14]
- Turn und Sportverein (TuS) Augustfehn von 1892 e. V.[15]

### Regelmäßige Veranstaltungen
- Frühlingstreff[16] – am ersten Wochenende im April
- Fest der 1.000 Laternen[17] – am letzten Wochenende im Juli (Freitag bis Montag)
- Herbsttreff – am Wochenende Mitte September

### Kulinarische Spezialitäten
- Ammerländer Schinken

## Wirtschaft und Infrastruktur

### Verkehr
Bahn
Der Bahnhof Augustfehn liegt an der Bahnstrecke Oldenburg–Leer. Dies ist die westlichste Station des Verkehrsverbundes Bremen-Niedersachsen (VBN) in Richtung Leer. Nächster Bahnhof in östlicher Richtung ist der Bahnhof Westerstede-Ocholt. Hier halten auch Intercity Richtung Norddeich Mole bzw. Leipzig Hbf. Die Strecke durch Augustfehn soll als Teil der als Wunderline bezeichneten Verbindung Bremen–Groningen ausgebaut werden.
Autobahn
Etwa 5 km nördlich verläuft die Bundesautobahn 28 zwischen Oldenburg und Leer. Augustfehn ist über die Anschlussstelle „Apen/Remels“ erreichbar.
Bus
Augustfehn wird von acht Buslinien angefahren. Die zuständigen Busunternehmen dafür sind, SBV Janssen, Gebken&Gerdes, Schomaker und der DB Weser-Ems-Busverkehr GmbH, die alle zum Verkehrsverbund Bremen/Niedersachsen gehören.

### Wirtschaft
Mit der Eisenhütte und dem Stahlwerk Augustfehn begann vor mehr als 150 Jahren der Aufbau und die Entwicklung mittelständischer Gewerbe- und Industrieansiedlungen in der Gemeinde Apen.
In Augustfehn gibt es zwei Gewerbe- und Industriegebiete. Beide sind vom mittelständischen Handwerk und Dienstleistungen geprägt. Ausnahmen bilden das Brötje-Werk, der Großhändler Deko Vries, die Produktion und das Lager der Firma NL-Verpackung sowie das Niederländische Leitungsbauunternehmen DE Romein. Viele Betriebe wirken gemeinsam im Unternehmerverbund Business Netzwerk Apen mit.

### Bildung
- Evangelischer Kindergarten „Die Brücke“
- Grundschule Augustfehn I (Janosch Grundschule)
- IGS Augustfehn ehem. OBS Oberschule Apen-Augustfehn (ehemals HRS Haupt- und Realschule Apen-Augustfehn)